# ستانتون ديفيس
ستانتون ديفيس (بالإنجليزية: Stanton Davis)‏ هو عازف جاز أمريكي، ولد في 10 نوفمبر 1945 في نيو أورلينز في الولايات المتحدة.

## وصلات خارجية
- ستانتون ديفيس على موقع ميوزك برينز (الإنجليزية)
- ستانتون ديفيس على موقع أول ميوزيك (الإنجليزية)
- ستانتون ديفيس على موقع ديسكوغز (الإنجليزية)